# Serranus accraensis
Serranus accraensis är en fiskart som först beskrevs av Norman, 1931.  Serranus accraensis ingår i släktet Serranus och familjen havsabborrfiskar. Inga underarter finns listade i Catalogue of Life.